# Adela od Valoisa
Adela od Valoisa (Adelajda; francuski Adèle/Adélaïde de Valois) bila je kći Rudolfa IV. od Valoisa i njegove prve supruge, Adele od Bar-sur-Aubea.
Njezin je prvi muž bio Herbert IV., grof Vermandoisa; ovo su njihova djeca:
- Adelajda, grofica Vermandoisa — supruga princa Huga
- Odo od Vermandoisa

Adelin drugi muž bio je grof Teobald III. od Bloisa; njihova su djeca:
- Filip, biskup Châlonsa
- Odo V. od Troyesa
- Hugo — prvi grof Šampanje
- Havoise od Guingampa — žena Stjepana, grofa Tréguiera[1]